# Paul De Kruif
Paul Henry De Kruif (né le 2 mars 1890 à Zeeland, Michigan, et mort le 28 février 1971 à Holland, Michigan) est un microbiologiste américain, auteurs de plusieurs ouvrages de vulgarisation. Il est surtout connu pour son best-seller, Les Chasseurs de Microbes (1926), qui a fait naître la vocation de nombreux chercheurs, comme le biochimiste britannique Aaron Klug ou le biologiste moléculaire  Charles Weissmann.

## Biographie
de Kruif est licencié en médecine de l’Université du Michigan (1912) où il soutient sa thèse de doctorat sur la bactériologie en 1916. Il est engagé volontaire dans l'Expédition punitive contre Pancho Villa au Mexique et sert comme lieutenant puis capitaine dans l'armée américaine à la fin de la Première Guerre mondiale. En tant qu'officier du service de santé, il se trouve ainsi au contact d’éminents biologistes français. À son retour aux États-Unis, il se voit offrir un poste de maître-assistant à l'université du Michigan et de bactériologiste à l’Institut Rockefeller de Recherche Médicale. 
Puis il se tourne vers l'écriture : Sinclair Lewis l'a sollicité pour documenter son prochain roman, « Dr. Arrowsmith », qui recevra en 1925 le prix Pulitzer. Quoiqu'il ne soit pas cité comme co-auteur, Lewis lui verse cependant 25 % des droits d'auteur.
Dans son autobiographie The Sweeping Wind, de Kruif signale que plusieurs de ses romans lui ont attiré des ennuis, jusqu'à le pousser à démissionner de l'Institut Rockefeller. Il y eut par exemple le cas de Ronald Ross, l'un des bactériologistes cité dans « Chasseurs de microbes », qui prit ombrage du rôle qu'on lui prêtait dans le roman. Pour éviter les frais d'un procès, l'auteur supprima un chapitre entier du livre dans l'édition américaine.
De Kruif était membre du comité de rédaction de plusieurs périodiques américains : Ladies' Home Journal, Country Gentleman et Reader's Digest. Il contribuait aux articles sur les sciences naturelles et surtout la médecine. Il a milité pour l'aide publique dans l'accès aux soins, a dénoncé la course à l'argent des laboratoires pharmaceutiques dans son pamphlet Health is Wealth et fut membre de plusieurs commissions dont celle chargée des crédits de recherche contre la poliomyélite.

## Jugements
Kurt Tucholsky donne (sous le pseudonyme de Peter Panter) la critique suivante de Chasseurs de microbes dans Die Weltbühne :
« J'ai lu aussi combien « Les Chasseurs de Microbes » (aux éditions Orell-Füßli, Zürich et Leipzig) de Paul de Kruif pourrait être un beau livre. Le thème est un des meilleurs qui soit : la victoire authentique de l'Homme contre la Matière, et même contre le Vivant. Rien n'est plus formidable qu'une énigme de biochimie. Il faut ajouter à cela que la discipline est très récente, moins qu'une vie d'homme. (...) Paul de Kruif est un jeune médecin américain. Et qu'a-t-il fait de son sujet? il l'a saccagé. Les microbes, il les qualifie de « diablotins », et il entreprend de faire de Koch, Pasteur et Ehrlich les protagonistes d'un théâtre de guignol. (...) Le parallèle entre le Français Pasteur et l'Allemand Koch est des plus injustes – et doublement injuste venant de quelqu'un qui a si longtemps travaillé en France à l'Institut Pasteur. La question saugrenue de l'appartenance nationale est sans cesse remise sur le tapis. (...) Ce livre est lui-même un microbe : celui de la vision américaine du monde. Bassesse de vue et caricatures, dignes de la façon dont une institutrice pour jeunes filles se représente un héros de la médecine : cette bouillie fatale assénée à un public semi-cultivé, friand de ce genre de littérature parce qu'on lui « facilite l'accès à un sujet si passionnant » (c'est-à-dire qu'on lui mâchonne), de façon qu'il puisse ensuite en parler autour de lui : voilà une façon de diffuser « la Culture » qui m'est profondément odieuse. Ce sera sans moi. Que ce soit là la manière de faire accéder les masses à un sujet difficile et important, peu importe ; mais il est inutile de continuer à importer en Europe le point de vue infantile d'un pays encore jeune, et de retomber en enfance. Nous avons, nous, déjà eu au moins notre forme d'Humanisme dans le passé. Pas une fois (en 346 pages) un seul regard vers les étoiles : aucune sympathie pour les secrets de la Nature. »
C. W. Ceram, dans la préface de son essai (et bestseller) Des dieux, des tombeaux, des savants (1949) écrit au contraire :
« C'est à ma connaissance Paul de Kruif, le médecin américain, qui a le premier entrepris d'exposer le développement d'une discipline scientifique très spécialisée de façon à susciter chez le lecteur un suspense qui n'a d'égal aujourd'hui que dans le roman policier. De Kruif s'est aperçu en 1927 que le développement de la bactériologie, pour peu qu'on l'examine et qu'on l'organise correctement, fournit la trame d'une intrigue de roman ; et il a découvert par là que les problèmes scientifiques les plus abscons peuvent être présentés d'une manière très simple et compréhensible dès qu'on les décrit comme des processus de recherche, c'est-à-dire lorsque le lecteur peut mettre ses pas dans ceux du chercheur (...) C'est ainsi qu'est né son livre sur « Les chasseurs de microbes », dont le titre à lui seul fait du bactériologiste un homme, et annonce par cette périphrase le programme d'un genre littéraire nouveau, le récit scientifique. »

## Écrits
- Our Medicine Men (1922)
- « Les Chasseurs de Microbes » (Microbe Hunters, 1926); traduit en plusieurs langues dont le français (éd. Marabout-Junior, 1954, par Bl. Jacquet et E. Rocart), l'allemand et l'espagnol.
- Hunger Fighters (1928), traduit en allemand sous le titre Bezwinger des Hungers (1929)
- Men Against Death (1932)
- Why Keep Them Alive (1937)
- Seven Iron Men (1937)
- The Fight for Life (1938)
- Health is Wealth (1940)
- Kaiser Wakes the Doctors (1943)
- The Male Hormone (1945)
- Life Among Doctors (1949)
- A Man Against Insanity (1957)
- The Sweeping Wind (1962)